# Gornji Krčin
Gornji Krčin es una población rural de la municipalidad de Varvarin, en el distrito de Rasina, Serbia.

## Demografía
Hasta 2011 la población era de 213 habitantes.